# ملعب إزيو سيدا
ملعب إزيو سيدا (بالإيطالية: Stadio Ezio Scida)‏ هو ملعب كرة قدم في كروتوني، إيطاليا. وهي حاليًا ملعب نادي كروتوني. الملعب يتسع لـ16.547.